# Mario Smash Football
Vous lisez un « bon article » labellisé en 2011.
Mario Smash Football (également connu sous le nom Super Mario Strikers au Japon et aux États-Unis) est un jeu vidéo de football (soccer) arcade développé par Next Level Games et édité par Nintendo sur GameCube. Il est sorti en Europe et en Amérique du Nord fin 2005 et au Japon et en Australie en 2006. Mario Strikers Charged Football, la suite du jeu sortie sur Wii, a aussi été développée par Next Level Games. Les développeurs du jeu avaient auparavant travaillé sur la série NHL, qui leur a servi d'influence pour le côté physique et rythmé du jeu.
Mario Smash Football met en vedette les personnages issus de la série Super Mario. Il reprend les aspects fondamentaux et les objectifs des jeux de football classiques mais s'en détache du fait de l'absence d'arbitre ou la possibilité de pousser violemment ses adversaires. Le joueur peut également utiliser des objets tirés de la saga Mario comme des peaux de bananes ou des carapaces rouges afin de gêner son adversaire, et des options supplémentaires sont disponibles. Chaque équipe se compose d'un gardien de but, d'un capitaine et de trois autres personnages.
Le jeu a bien été accueilli par la presse spécialisée, et a obtenu une moyenne de 76 % sur GameRankings. Les critiques ont apprécié l'accessibilité et le gameplay multijoueur de Mario Smash Football, mais ont regretté le petit nombre de modes de jeu et l'offre proposée par le mode solo,.

## Système de jeu
Mario Smash Football est un jeu de football se basant sur l'univers Mario. Chaque équipe est formée de cinq joueurs : un capitaine, trois équipiers et un gardien de but. Le gardien de but est invariablement Kritter, un crocodile tiré de la série Donkey Kong. Le capitaine est choisi par le joueur parmi les personnages principaux de la série Mario, et les équipiers sont tous un même personnage, secondaire, et également choisi par le joueur. Chaque capitaine et chaque équipier a ses propres caractéristiques de jeu, qui peuvent être orientées vers l'attaque ou la défense. Une équipe supplémentaire est à débloquer, l'équipe Oméga. Son gardien de but n'est plus Kritter mais un robot Kritter, et il n'y a plus de capitaine : tous les joueurs peuvent réaliser une « Super Frappe ». Le gameplay de Mario Smash Football est similaire à celui de la plupart des jeux de football : le joueur peut courir, tirer, tacler, lober et dribbler. Mais il y a quelques possibilités supplémentaires, comme celle pour le joueur de percuter ses adversaires lorsqu'il n'a pas le ballon, ce qui donne un côté plus arcade au jeu. Il existe également des passes et des tirs « parfaits », qui s'effectuent ensemble lorsqu'un personnage est proche des buts adversaires, qu'un autre lui fait la passe et que ce personnage tire rapidement. Le tir le plus puissant possible est la « Super Frappe », que seul le capitaine peut réaliser et qui rapporte deux points si elle est réussie. Pour l'effectuer, le joueur doit correctement doser le tir de son capitaine à l'aide d'une jauge qui apparaît à l'écran, mais cela demande un temps de préparation qui rend le joueur vulnérable à un tacle.
Comme dans d'autre titres de la série des jeux de sport Mario tels que Mario Power Tennis, le joueur peut utiliser des objets (bananes, carapaces, etc.) pour prendre un avantage sur son adversaire. Le principal antagoniste de la série Super Mario, Bowser, apparaît occasionnellement en tant que personnage non-joueur pour gêner les personnages des deux équipes. Mario Smash Football propose un total de six stades, chacun d'entre eux ayant des barrières électrifiées qui évitent au ballon de sortir. On retrouve des stades en gazon, en bois ou en béton mais leur esthétique est leur seule différence,. Le joueur peut régler les paramètres du match pour faire varier le temps imparti ou choisir si certaines options, comme la « Super Frappe », seront de la partie. De nouvelles options peuvent être débloquées au cours de la progression dans le jeu.
Les différents modes de jeu peuvent se jouer aussi bien seul qu'à plusieurs, jusqu'à 4 joueurs. Le mode Coupes est une série de compétitions qui oppose les joueurs à plusieurs autres équipes contrôlées par la console. Il faut remporter la coupe en arrivant premier au classement. Pour cela, il faut avoir le plus de points possibles, sachant qu'une victoire vaut 3 points, une défaite vaut 0 point et une défaite après prolongation vaut 1 point (on ne peut pas faire de match nul). Il existe 8 coupes, dont les 4 premières sont la Coupe Champignon, la Coupe Fleur, la Coupe Étoile et la Coupe Bowser. Ensuite, 4 nouvelles coupes sont disponibles, mais elles sont plus difficiles, d'autant plus que le nombre de matchs à effectuer est doublé pour chaque compétition à cause de l'apparition des matchs aller/retour. Ces coupes sont la Super Coupe Champignon, la Super Coupe Fleur, la Super Coupe Étoile et la Super Coupe Bowser. Le mode Match Amical permet de faire un seul match contre la console ou d'autres joueurs. S'il y a trois joueurs humains ou plus, ils devront s'associer. Le mode Bataille permet de faire une compétition entre joueurs (jusqu'à huit), dont on peut choisir différents paramètres. Il existe aussi un mode Formation durant lequel le joueur apprend les différentes techniques du football.
| Capitaines - Mario - Luigi - Peach - Daisy - Yoshi - Wario - Waluigi - Donkey Kong - Oméga (à débloquer) | Équipiers - Toad - Frère Marto - Birdo - Koopa | Objets - Carapace verte - Carapace rouge - Carapace bleue - Carapace à pointes - Banane - Bob-omb - Chomp - Champignon - Étoile |

## Développement
Mario Smash Football a été développé par Next Level Games, qui l'a dévoilé à l'E3 2005 sous la forme d'une démo jouable. La bande son a été composée par Graig Robertson Dans le cadre d'une interview, le réalisateur du jeu Mike Inglehart et le directeur du marketing Grace Kim ont révélé que le titre devait à la base être plus réaliste, mais l'équipe de développement a finalement opté pour un style plus « déjanté » après de nombreux entretiens avec Nintendo. Next Level Games a fait référence à un lien entre Mario Smash Football et NHL Hitz Pro en ce qui concerne les mécanismes du jeu, affirmant que le deuxième avait influencé le « gameplay ouvert », le système de collisions sur le terrain, et les gardiens de but du premier. Les développeurs se sont également inspirés du jeu vidéo Soccer Slam et du film Shaolin Soccer.
Interviewé avec le producteur Ken Yeeloy, Inglehart a déclaré que les développeurs avaient fait attention à n'ajouter au jeu que des fonctionnalités en rapport avec le football. Par exemple, même si les barrières électriques semblent sans lien avec ce sport, elles sont en fait à rapprocher du côté physique de celui-ci. Ils ont aussi expliqué pourquoi ne pas avoir introduit un système de cartons ou de pénaltys, pensant que leur rôle habituel était ici joué par les objets – ceux-ci étant attribués à une équipe lorsqu'un de ses joueurs est percuté.

## Accueil

### Critiques
Mario Smash Football a reçu des critiques globalement positives de la part de la presse spécialisée, qui a notamment salué son style visuel,. Brian Ekberg de GameSpot a souligné la rapidité de prise en main du jeu, déclarant que « vous jouerez comme un Pelé virtuel en peu de temps ». Plusieurs critiques ont par ailleurs apprécié le choix qu'ont fait les développeurs d'abandonner les règles du football traditionnel en faveur d'un style de jeu plus arcade,. Malgré cela, IGN a regretté qu'il n'y ait pas assez de modes de jeu, de personnages et de flexibilité quand il s'agit de choisir son équipe. Sur le même plan, Eurogamer a critiqué la présentation trop imprécise des personnages, ne permettant pas au joueur de connaître leurs forces et leurs faiblesses respectives. Bien que louant la variété et l'apparence des stades, GameSpot a noté que les différences entre ceux-ci étaient seulement cosmétiques.
Le gameplay du mode multijoueur de Mario Smash Football a particulièrement été apprécié par les critiques, pour son rythme rapide et agressif,. À l'inverse, le mode solo a été accueilli plus froidement, jugé « ennuyeux » et avec un gameplay répétitif. Pour les testeurs, la possibilité de pousser ses ennemis contre la barrière électrique et l'utilisation d'objets rendent le jeu amusant même lorsque le joueur défend,.
Les graphismes de Mario Smash Football ont reçu un accueil mitigé, certaines critiques reprochant les manques de fluidité du jeu. Pour GameSpot, même si les animations des personnages et des buts sont très satisfaisantes, l'« ambiance Mario » ne transparaît pas dans les menus du jeu. IGN a déploré « des textures floues, des stades conçus sans inspiration, et une fluidité parfois paresseuse », tout en félicitant le style artistique des personnages. La bande son a également donné lieu à des critiques partagées, appréciant les chants du public mais regrettant un manque de variété dans l'accompagnement sonore, et une certaine répétitivité,. GameSpot a fait valoir que la musique du menu « avait son charme », mais que certains sons – comme celui que fait Luigi quand il marque un but – deviennent assez vite lassants.

### Récompenses
À l'issue de l'E3 2005, GameSpot a donné au jeu la récompense du « Meilleur Jeu de Sport » et l'a nommé pour celle du « Meilleur jeu du salon »,. Mario Smash Football a également été récompensé aux « Game of the Year 2005 » de GameSpy dans les catégories « Meilleur Jeu de Sport sur GameCube », « Meilleur Jeu Multijoueur sur GameCube » et a été classé deuxième des jeux GameCube de 2005. Le jeu a également fait partie des finalistes pour la récompense du « Jeu de Sport de l'Année » aux Interactive Achievement Awards 2006 de l'Academy of Interactive Arts and Sciences.

### Ventes
Jusqu'à la fin de l'année 2007, 950 000 exemplaires Mario Smash Football ont été vendues à en Amérique du Nord. Au Japon, 74 209 exemplaires se sont vendus au cours de sa première semaine de commercialisation, et 191 993 dans l'année 2006. En France, le titre se classe à la huitième position des jeux les plus vendus sur consoles durant le mois de novembre 2005, le mois de sa sortie. Selon VG Chartz, au 21 août 2011, le jeu s'est vendu à 1 577 842 unités dans le monde, dont 948 013 en Amérique du Nord et 209 979 au Japon.